# 葛西晴清
葛西晴清（かさい はるきよ、1517年 - 1547年）是日本战国時代的大名。葛西氏17代当主。曾接受将军足利义晴的偏讳。
出羽伊達氏一族，入嗣陸奥葛西氏。養父稙清死的时候虽然家内反伊達的情绪高涨，但仍在宗家的威势下继承家督。后来伊達氏的伊達稙宗和晴宗父子引发天文之亂的时候，他站在了稙宗一側，与晴宗一側叔父葛西晴胤于大原城发生斗争最后去世。